# Amagleba
Amagleba (en georgiano: ამაღლება) es un pueblo del oeste de Georgia, ubicado en el sureste de la región de Imericia y parte del municipio de Vani. 

## Geografía
Amagleba se encuentra llanura de Imericia, a ambas orillas del río Kvinitskali. 

## Demografía
La evolución demográfica de Amagleba entre 2002 y 2014 fue la siguiente:
| 1357                                            | 1052 |
| (Fuente: Population of Georgia in Soviet times) |      |

Según el censo de 2014, los georgianos constituían el 99,9%.

## Economía
La principal rama de la economía rural es la agricultura. La industria vitivinícola se desarrolla en el pueblo, hay una fábrica de vino y un taller de coñac en Amagleba. El pueblo es un balneario de importancia local debido sus aguas termales que contiene.

## Infraestructura

### Arquitectura, monumentos y lugares de interés
En el pueblo hay dos iglesias medievales, una de las cuales fue construida en 1619.

### Educación
Hay 1 escuela pública en el pueblo, que lleva el nombre de Shota Rustaveli. También hay una escuela primaria. En el pueblo de Amagleba ya existía en el siglo XIX una institución educativa privada. En los años 30 del siglo XX se construyó en el pueblo una escuela de madera. En 1963 se reconstruyó la escuela. Hoy en día, alrededor de 200 estudiantes estudian en la escuela. Hay un club y una biblioteca en el pueblo.

## Personas importantes
- Kalistrate Gabunia (1888-1937): geólogo georgiano, fundador de la geología aplicada y de la Sociedad Geológica de Georgia.
- Sergó Amaglobeli (1898-1938): actor de teatro, crítico y dramaturgo georgiano.